# Helmiopsis boivinii
Helmiopsis boivinii là một loài thực vật có hoa trong họ Cẩm quỳ. Loài này được (Baill.) Arènes mô tả khoa học đầu tiên năm 1956.